# Sólo Dios sabe la verdad
Gran Bollito (literalmente "gran hervor" en italiano), conocida en castellano bajo los títulos de: Sólo Dios sabe la verdad (en España), La cocinera del Diablo (en algunos países de Hispanoamérica), Presagio (en Argentina, como título para su comercialización en video) o Pacto Alucinante, es una película dramática italiana dirigida por Mauro Bolognini. 

## Argumento
La película se basa en los eventos reales de Leonarda Cianciulli (1894-1970), la asesina en serie italiana quien sería conocida como "la jabonera de Correggio".
Es de hacer notar que, como nota curiosa, varios de los personajes femeninos de esta película son interpretados por hombres.

## Reparto
- Shelley Winters ... Leonarda "Lea" Cianciulli
- Mario Scaccia ... Rosario, el marido de Lea
- Max von Sydow ... Lisa Carpi / El jefe de policía
- Renato Pozzetto ... Stella Kraus / Carabiniere
- Alberto Lionello ... Berta Maner / Banquero
- Laura Antonelli ... Sandra
- Rita Tushingham ... Maria
- Adriana Asti ... Palma
- Milena Vukotic ... Tina
- Franco Branciaroli ... Don Onorio
- Antonio Marsina ... Michele, hijo de Lea
- Maria Monti ... Vecina de Lea
- Giancarlo Badessi ... Amiga gorda de Lisa
- Alberto Squillante ... Carabiniere
- Franco Balducci